# Migori County
Migori County (bis 2010 Migori District) ist ein County in Kenia. Die Countyhauptstadt ist Migori. 2019 lebten im County 1.116.436 Menschen auf 2586,4 km². Mehr als die Hälfte der Einwohner lebten im Jahr 2007 unterhalb der Armutsgrenze.

## Gliederung
Das Migori County unterteilt sich in acht Divisionen: Uriri, Rongo, Awendo, Nyatike, Karungu, Muhuru, Suba East und Suba West. Es gibt fünf Wahlbezirke: Rongo, Migori, Uriri, Nyatike und Kuria. Im Rahmen der Verfassung von 2010 wurden die Distrikte Kuria East, Kuria West, Migori und Rongo unter der neuen Bezeichnung Migori County vereinigt.

## Wirtschaft
Die meisten Menschen im Migori County leben von der Landwirtschaft. Es werden hauptsächlich Mais, Zuckerrohr, Cassava und Tabak angebaut. Der an den County grenzende Victoriasee ermöglicht Fischfang und Fischverarbeitung.:S. 16 Im Migori County befinden sich auch Gold- und Kupferminen.

## Bildung
Das Migori County verfügte 2005 über 410 Primary Schools und 44 Secondary Schools. Die Einschulungsrate lag bei 91 %.:S. 13

## Gesundheitswesen
Das County verfügt über fünf Krankenhäuser und sechs Gesundheitszentren. Auf einen Arzt kommen 52.200 Patienten. Es werden hauptsächlich Malaria, Atemwegsinfektionen und Durchfallerkrankungen behandelt. Die HIV-Prävalenz ist mit ungefähr 30 % eine der höchsten in der Provinz Nyanza. In den Krankenhäusern im County sind im Durchschnitt 60 % der Patienten HIV-positiv bzw. an Aids erkrankt. 1999 starben in den Krankenhäusern monatlich im Durchschnitt 36 Menschen, im Jahr 2000 48 Menschen und 2005 über 60 Menschen an HIV/Aids-assoziierten Erkrankungen. Die Säuglingssterblichkeit lag 2000 bei 13,7 %, 21,3 % der Kinder sterben vor ihrem 5. Geburtstag.:S. 15